# You Lost Me
"You Lost Me" je píseň americké popové zpěvačky Christiny Aguilery. Píseň pochází z jejího čtvrtého alba Bionic. Produkce se ujal producent Samuel Dixon.

## Hitparáda
| Země           | Umístění |
| -------------- | -------- |
| USA            | 119      |
| Velká Británie | 153      |
| Slovensko      | 78       |
| Indonésie      | 1        |
| Izrael         | 1        |